# Ortifus
Pour les articles homonymes, voir Ortiz et Fuster.
Antoni Ortiz Fuster, connu sous le pseudonyme de Ortifus, né à Valence (Espagne) le 15 mars 1948, est un dessinateur satirique espagnol.
Depuis 1984 il publie régulièrement ses dessins dans le journal communautaire[pas clair] valencien Levante-EMV.

## Publications
- 2003 – De juzgado de guardia
- 2001 - Los guardias civiles: esos ciudadanos uniformados : 25 años de lucha por la democratización y el asociacionismo en la Guardia Civil (1976–2001)
- 1994 - Consejos prácticos para ir por la vida con sumo cuidado
- 1992 - De todo hay en las viñetas del señor
- 1991 - 129 semanas y media
- 1991 - Com exercir de funcionari i no apergaminar-se en l'intent
- 1991 - Estius a la carta
- 1991 - XIP-xap: cançons infantils
- 1987 - Invasor, el último
- 1985 - Humor gràfic en la premsa valenciana, 1981-1985